# 布洛克·莫滕
布洛克·莫滕（英語：Brock Motum，1990年10月16日—）是一名澳大利亞男子籃球運動員。他曾效力於澳大利亞球隊阿得雷德36人。他也代表澳大利亞國家籃球隊參賽。